# Domen Vedlin
Domen Vedlin (* 21. Dezember 1986 in Ljubljana, SR Slowenien) ist ein slowenisch-kroatischer Eishockeyspieler, der seit 2019 beim KHL Zagreb unter Vertrag steht und mit dem Klub in der kroatischen Eishockeyliga spielt. Seit 2022 spielt er zudem mit dem Team Croatia Select in der International Hockey League.

## Karriere
Domen Vedlin begann seine Karriere als Eishockeyspieler in seiner Heimatstadt in der Nachwuchsabteilung des HK Slavija Ljubljana, für dessen Profimannschaft er von 2002 bis 2005 in der slowenischen Eishockeyliga aktiv war und mit der er in der Saison 2003/04 Vizemeister wurde. Anschließend wechselte der Verteidiger zum Stadtrivalen HDD Olimpija Ljubljana, mit dem er in der Saison 2006/07 den slowenischen Meistertitel gewann. Die Saison 2008/09 verbrachte der ehemalige Junioren-Nationalspieler beim kroatischen Verein KHL Medveščak Zagreb, mit dem er parallel in der slowenischen Eishockeyliga und der kroatischen Eishockeyliga spielte und mit dem er auf Anhieb Meister wurde. 
Nachdem Vedlin ein Jahr lang für den Scorpions de Mulhouse in der zweiten französischen Liga auf dem Eis gestanden hatte, unterschrieb er zur Saison 2010/11 einen Vertrag bei seinem Ex-Klub HDD Olimpija Ljubljana aus der Österreichischen Eishockey-Liga. In dieser erzielte er in insgesamt 58 Spielen ein Tor und gab elf Vorlagen. Nach Ende des Spielbetriebs in Österreich spielte er für seine Mannschaft zudem in der slowenischen Eishockeyliga. 2012 kehrte er zu Medveščak Zagreb zurück und spielte dort ein weiteres Jahr in der Österreichischen Liga, war aber auch parallel für den HK Celje in der slowenischen U20-Liga aktiv. Anschließend wechselte er in die zweite Mannschaft des Klubs und spielte mit ihr sowohl in der slowenischen, als auch in der kroatischen Liga. Dabei wurde er 2015, 2016 und 2017 erneut kroatischer Meister. Seit 2017 spielte er mit Medveščaks zweiter Mannschaft in der neugegründeten International Hockey League, die auf Anhieg gewonnen werden konnte. Während der Saison 2018/19 absolvierte er erneut einige Spiele für den Klub in der Erste Bank Eishockey Liga. 2019 wechselte er zum Lokalrivalen KHL Zagreb in die kroatische Liga, hatte in der Endphase der Saison 2019/20 aber auch einige Einsätze beim KHL Mladost Zagreb in der International Hockey League.  Seit 2022 spielt er zudem mit dem Team Croatia Select in der International Hockey League.

### International
Für Slowenien nahm Vedlin an der U18-Weltmeisterschaft 2004 sowie der U20-Weltmeisterschaft 2006 jeweils in der Division I teil. Im Seniorenbereich feierte Vedlin bei der Weltmeisterschaft 2017 der Division I im Trikot der kroatischen Nationalmannschaft sein Debüt. Dort spielte er auch bei der Weltmeisterschaft 2018. Nach dem dort erlittenen Abstieg spielte er 2019, 2022 und 2023 in der Division II.

## Erfolge und Auszeichnungen
- 2004 Slowenischer Vizemeister mit dem HK Slavija Ljubljana
- 2007 Slowenischer Meister mit HDD Olimpija Ljubljana
- 2009 Kroatischer Meister mit dem KHL Medveščak Zagreb
- 2015 Kroatischer Meister mit dem KHL Medveščak Zagreb
- 2016 Kroatischer Meister mit dem KHL Medveščak Zagreb
- 2017 Kroatischer Meister mit dem KHL Medveščak Zagreb
- 2018 Gewinn der International Hockey League mit dem KHL Medveščak Zagreb

## ÖEHL-Statistik
(Stand: Ende der Saison 2018/19)